# Ramal do Louriçal
O Ramal do Louriçal é uma curta ferrovia portuguesa gerida pela Infraestruturas de Portugal que entronca na Linha do Oeste ao PK 174,6, junto à estação de Louriçal, no concelho do Pombal. Prolonga-se por cerca de oito quilómetros na freguesia da Marinha das Ondas (concelho da Figueira da Foz), servindo duas unidades nos complexos industriais de pasta de papel (Celbi e The Navigator Company) junto à aldeia costeira de Leirosa. Ao contrário da Linha do Oeste onde entronca, esta ferrovia é eletrificada, fazendo apenas serviço de carga. Foi aberta à exploração em 1993.